# 鄭眾 (宦官)
鄭眾（？—114年），字季產，南陽犨縣（今河南魯山東南）人，东汉宦官。為人謹敏，有心機。

## 生平
漢章帝時，以小黃門遷中常侍。
漢和帝時加位鉤盾令（皇家花園管理員），鄭眾不依附外戚，一心王室，而得到和帝寵信。
永元三年（91年），竇憲大破匈奴後，權傾朝野，遂陰圖篡弒。永元四年（92年），和帝得知竇憲陰謀，與鄭眾合謀殺竇憲，適逢竇憲和鄧疊班師回京，和帝下詔大鴻臚持節到郊外迎接，賞賜將士。
竇憲進城之後，和帝親自來到北宮，命丁鴻屯衛南、北宮，逮捕鄧疊、鄧磊等人，下獄誅死。並廢竇憲大將軍之位，改封為冠軍侯，並在到竇憲邑地時，將他賜死。
竇憲死，東漢歷史上的第一個外戚專權時代至此結束。鄭眾因首功，永元十四年（102年）升任大長秋，封剿鄉侯，把持朝政。鄭眾“一心王室，不事豪党”，颇得和帝信任，但也是他开启了宦官专权，“由是常與議事。中官用權，自眾始焉。”，同时他也是第一个收养子的宦官。
公元107年，司空周章因為宦官鄭眾和蔡倫干政，鄧太后又立安帝劉祜而不立和帝子劉勝，而欲發動政變，另立劉勝為皇帝。但事機不密，周章自殺。
郑众在元初元年死去，养子郑闳承袭爵位。郑闳死后，其子郑安承袭爵位。后来封国不再存在。漢桓帝在延熹二年，继续封郑众的曾孙郑石雠为关内侯。

## 歷史記錄
- 鄭眾成為中國第一次宦官時代的始作俑者。
- 鄭眾是中國自漢朝歷史上第一個受封爵的宦官。
- 鄭眾也是第一個收養義子的宦官。

## 延伸阅读
[在维基数据编辑]
 《後漢書·卷78》，出自范晔《後漢書》